# Ајзенах (Ајфел)
Ајзенах (њем. Eisenach) општина је у њемачкој савезној држави Рајна-Палатинат. Једно је од 235 општинских средишта округа Ајфелкрајс Битбург-Прим. Према процјени из 2010. у општини је живјело 362 становника. Посједује регионалну шифру (AGS) 7232218.

## Географски и демографски подаци
Ајзенах се налази у савезној држави Рајна-Палатинат у округу Ајфелкрајс Битбург-Прим. Општина се налази на надморској висини од 275 - 416 метара. Површина општине износи 6,3 km². У самом мјесту је, према процјени из 2010. године, живјело 362 становника. Просјечна густина становништва износи 57 становника/km².